# 帕拉什烏帕齊拉
帕拉什乌帕齐拉是孟加拉国諾爾辛迪縣的一个乌帕齐拉，位於達卡专区的諾爾辛迪縣。。

## 人口
據1991年孟加拉國人口普查，帕拉什共有戶數31,350戶，人口174040人。其中男性佔比53.40%，女性佔比46.60%；成年人口226,885人。該地7歲以上人口之平均識字率為42.9%，高於全國平均值（32.4%）。